# Morrisville, Vermont
Morrisville är en ort i Lamoille County i delstaten Vermont, USA.